# Holmalunds IF
Holmalunds IF är en fotbollsklubb från Alingsås, bildad 1933. Herrlaget spelar 2023 i division 4. 
Damlaget spelade i Damallsvenskan 2001. År 2017 bröt sig laget, som då spelade i Elitettan, ur Holmalund och bildade Alingsås FC. Under år 2023 har Holmalund ingen kvinnlig verksamhet och satsar på herrsidan. 
Klubbens färger är röd och vit. Holmalunds två anläggningar heter Holmalyckan (Östlyckevallen) och Brogårdsvallen (hemmaarena för Holmalunds herr- och damlag). Holmalunds IF kallas ibland för "Holmen". Holmlunds IF är f.d. landslagsspelaren Johan Elmanders moderklubb.

## Spelare
Holmalunds IF är moderklubb för 
- Rune Jingård (GAIS 1948-59)
- Magnus "Lill-Tidan" Johansson (IFK Göteborg och Frölunda IF, Brann & Haugesund 1985-98)
- Yngve "Mini-Tidan" Johansson (Frölunda IF, 1988-94)
- Patrick Heed (GAIS, Frölunda IF 1989-1990)
- Kjell Johansson (Kalmar FF, Frölunda IF och Norrby, 1988-94)
- Mikael Nymoen (GAIS 1994-96)
- Stefan Öhman (V Frölunda IF och BK Häcken, 1990-talet)
- Klas Rubendahl (Frölunda IF, Husqvarna FF, GAIS och Norrby 1999-2010)
- Johan Elmander
- Patrik Elmander
- Peter Elmander
- Andreas "Dessa" Nilsson (V Frölunda IF, IFK Göteborg, IF Elfsborg och Jönköping Södra, 2000-)
- Bilgin Aliosman (FC Trollhättan, 2008-).
- Victor Sköld (IF Elfsborg, FC Trollhättan, Falkenbergs FF, Åtvidabergs FF 2014-2016, IFK Göteborg 2016-)
- André Nilsson (Örgryte IS, 2013-2015)

### Fotnoter
1. ↑  Jimmy Lindahl (26 februari 2004). ”Maratontabell för högsta damserien 1978-2003”. Bolletinen. http://www.bolletinen.se/sfs/pdf/stat_d_maraton_1978_2003_maratontab_f_hogsta_damserien.pdf. Läst 14 oktober 2013.
2. ↑  ”Alingsås Football Club heter den nya elitklubben”. lokalfotboll.se. 30 september 2017. https://lokalfotboll.se/0322/alingsas-football-club-heter-den-nya-elitklubben/. Läst 10 juni 2023.